# 말로니의 두 번째 이야기
말로니의 두 번째 이야기(La tete haute, Standing Tall)는 프랑스에서 제작된 에마뉘엘 베르코 감독의 2015년 드라마 영화이다. 카트린 드뇌브 등이 주연으로 출연하였다. 알려진 다른 제목은 당당하게이다.

## 출연

### 주연
- 까뜨린느 드뇌브
- 로드 파라도
- 브느와 마지멜
- 사라 포레스티에

### 조연
- 다이앤 루셀
- 앤 수아레즈
- 오로라 브루틴
- 루도빅 버딜럿

## 제작진
- 프로듀서: 프랑소와 크라우스
- 프로듀서: 드니 피뉴-발렌시엔